# پیه‌مونته
پیه‌مونته ((به ایتالیایی: Piemonte);پیه‌مونتی و اوکسیتان: Piemont; (به فرانسوی: Piémont)) یکی از ۲۰ ناحیه ایتالیا است.
غلات شامل برنج و ذرت، همچنین انگور (برای شراب سازی)، میوه و شیر از مهم‌ترین فرآورده‌های کشاورزی این ناحیه هستند. بیش از ۸۰۰هزار راس گاو در این ناحیه پرورش داده می‌شوند، که نیمی از احشام آن را تشکیل می‌دهند.
پیه‌مونته با ۱۷۰ هزار هکتار تاکستان بزرگ‌ترین تولیدکننده شراب ایتالیا است.
وجود کارخانجات خودروسازی فیات، این ناحیه را به یکی از کانون‌های صنعتی بزرگ ایتالیا و اروپا تبدیل نموده‌است. شرکت کوماو (یکی از بزرگ‌ترین تولیدکنندگان ربات‌های صنعتی و ماشین‌های ابزار)، اویکو (یکی از بزرگ‌ترین تولیدکنندگان کامیون و موتورهای دیزل) و لاواتزا (برند برتر قهوه جهان) در این ناحیه قرار دارند. بورسالینو و پرسول، مهم‌ترین برندهای مد آن هستند.
فوتبال و اسکی از مهم‌ترین ورزش‌های این ناحیه هستند که وجود تیم‌های یوونتوس و تورینو و برگزاری المپیک زمستانی ۲۰۰۶ خود گواه این موضوع است.
دانشگاه پلی‌تکنیک تورین یکی از مهم‌ترین دانشگاه‌های ایتالیا می‌باشد. روزنامه لااستامپا هر روزه در شهر تورین به چاپ می‌رسد.
از مهم‌ترین جاذبه‌های گردشگری آن می‌توان موزه مصرشناسی تورین، موزه ملی سینمای ایتالیا، موزه خودروی فیات، پیستهای اسکی و کاخ‌هایی نظیر پالاتزو ماداما و پالاتزو رئال را نام برد.

## جغرافیا
این ناحیه مساحت ۲۵٬۳۹۹ km۲و جمعیتی حدود ۴٫۴ میلیون نفر دارد. مرکزیت آن تورین و زبان اغلب مردم آن گویش پیمونتی است.

## جمعیت
| سال         | میزان جمعیت |
| ----------- | ----------- |
| ۲۰۱۹        | ۴٫۳۲۸٫۵۶۵   |
| ۲۰۲۰        | ۴٫۳۱۱٫۲۱۷   |
| ۲۰۲۱        | ۴٫۲۷۴٫۹۴۵   |
| ۲۰۲۲        | ۴٫۲۵۶٫۳۵۰   |
| ماه می ۲۰۲۳ | ۴٫۲۳۴٫۸۴۵   |

## نگارخانه

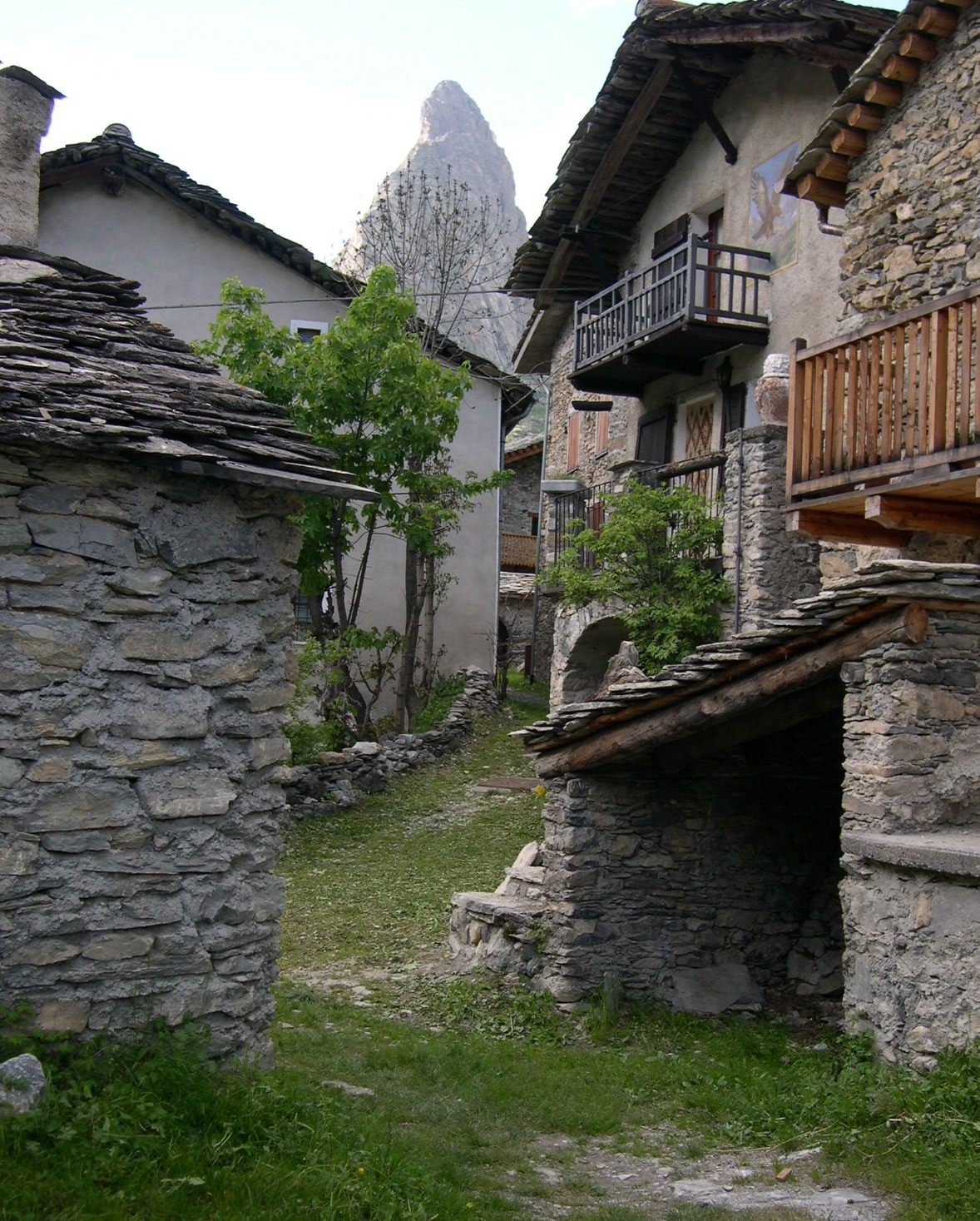
Acceglio
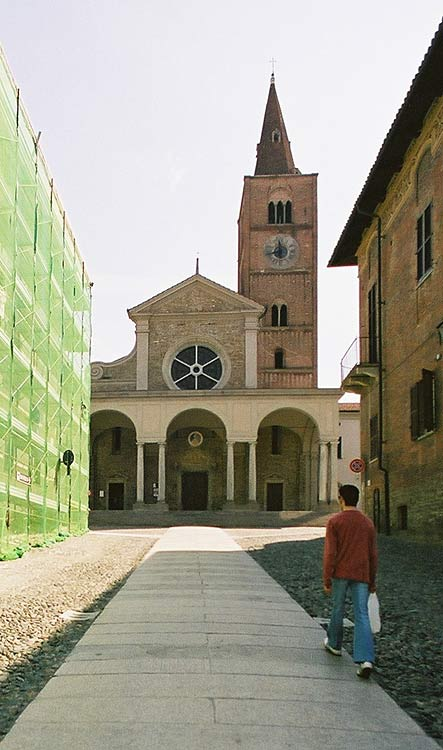
Acqui Terme
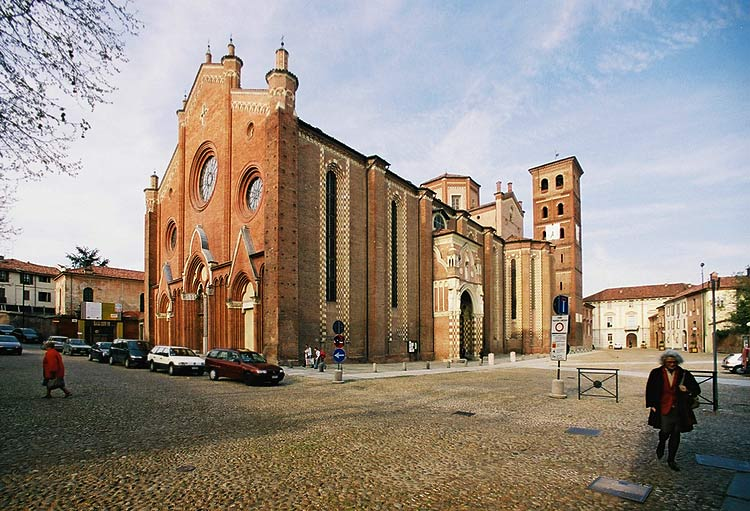
Asti
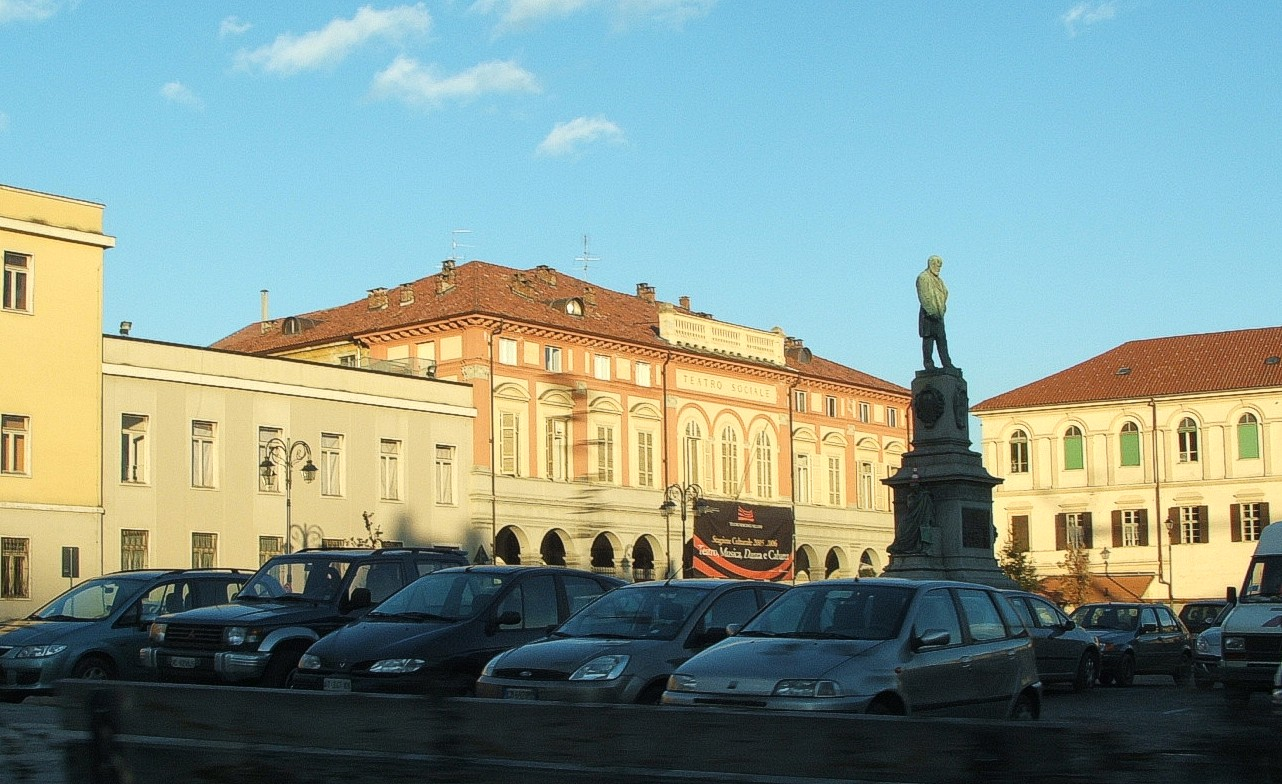
Biella